# لئا پول
لئا پول (انگلیسی: Léa Pool؛ زادهٔ ۸ سپتامبر ۱۹۵۰) یک کارگردان، و فیلم‌نامه‌نویس اهل سوئیس است.